# Всесвітні міжуніверситетські ігри
Всесвітні міжуніверситетські ігри — це міжнародний спортивний захід, який було організовано IFIUS (Міжнародною федерацією Міжуніверситетського спорту) щороку в жовтні. В даний час організовано Комітет панатлонних клубів університетів, після того, як IFIUS був розформований і інтегровані усередині Панатлонного клубу в 2011 році.

## Університетські Ігри IFIUS
- 1999 : Антверпен (Бельгія)
- 2000 : Париж (Франція)
- 2001 : Амстердам (Нідерланди)
- 2002 : Барселона (Іспанія)
- 2003 : Рим (Італія)
- 2004 : Антверпен (Бельгія)
- 2005 : Роттердам (Нідерланди)
- 2006 : Дублін (Ірландія)
- 2007 : Відень (Австрія)
- 2008 : Будапешт (Угорщина)
- 2009 : Мілан (Італія)
- 2010 : Валенсія (Іспанія)
- 2011 : Амстердам (Нідерланди)
- 2012 : Белград (Сербія)
- 2013 : Антверпен (Бельгія)

## Чемпіонати IFIUS

### 2012Белград
- Футбол (чоловіки) :  Тегеранський університет (Тегеран, Іран)
- Футбол (жінки) :  Спортивний факультет Белградського університету (Белград, Сербія)
- Футзал (чоловіки) :  University Ovidius Constanta (Констанца, Румунія)
- Баскетбол  (чоловіки):  Institute of Physical Education and Sport (Тегеран, Іран)
- Баскетбол (жінки) :  Тегеранський університет (Тегеран, Іран)
- Волейбол (чоловіки) :  Антверпенський університет (Антверпен, Бельгія)
- Волейбол (жінки) :  Спортивний факультет Белградського університету (Белград, Сербія)

### 2011Амстердам
- Футбол (чоловіки) :  Університет Вінер-Нойштдата (Вінер-Нойштдат, Австрія)
- Футбол (жінки) :  University Abderrahmane Mira de Bejaia (Algeria) (Беджая, Алжир)
- Футзал (чоловіки) :  Islamic Azad University, Karaj Branch (Кередж, Іран)
- Баскетбол (чоловіки) :  Islamic Azad University, Karaj Branch (Кередж, Іран
- Баскетбол (жінки) :  Католицький університет Святого Серця (Мілан, Рим, Італія)
- Волейбол (чоловіки) :  Antwerp University Association (Antwerp, Belgium)
- Волейбол (жінки):  University of Bacău (Bacău, Romania)
- Гольф and Pitch & Putt :  Mendeleyev University of Chemical Technology (Москва, Росія)
- Individual golf :  Волков Роман, Mendeleyev University of Chemical Technology (Москва, Росія)
- Individual pitch & putt :  Grajdianu Ilia, Mendeleyev University of Chemical Technology (Москва, Росія)

### 2010Валенсія
- Футбол (чоловіки) :  Технологічний інститут Карлсруе (Карлсруе, Німеччина)
- Футбол (жінки) :  Католицький університет Святого Серця (Мілан, Рим, Італія)
- Футзал (чоловіки) :  University Ovidius Constanta (Констанца, Румунія)
- Баскетбол (чоловіки) :  Ленінградський державний університет імені О. С. Пушкіна (Санкт-Петербург, Росія)
- Баскетбол (жінки) :  Московська сільськогосподарська академія імені К. А. Тимірязєва (Москва, Росія)
- Волейбол (чоловіки) :  Antwerp University Association (Антверпен, Бельгія)
- Волейбол (жінки) :  University of Bacău (Бакеу, Румунія)
- Гольф та Pitch & Putt :  Universidad CEU Cardenal Herrera (Valencia, Spain)

### 2009Мілан
- Футбол (чоловіки) :  University of Nancy (Nancy, France)
- Футбол (жінки) :  Università Cattolica del Sacro Cuore (Milan, Rome, Italy)
- Футзал (чоловіки) :  University Ovidius Constanta (Констанца, Румунія)
- Баскетбол (чоловіки) :  University of Belgrade (Белград, Сербія)
- Баскетбол (жінки) :  Католицький університет Святого Серця (Мілан, Рим, Італія)
- Волейбол (чоловіки) :  Islamic Azad University, Karaj Branch (Кередж, Іран)
- Волейбол (жінки) :  University of Bacău (Бакеу, Румунія)
- Гольф and Pitch & Putt :  Universidad CEU Cardenal Herrera (Валенсія, Іспанія)

### 2008Будапешт
- Футбол (чоловіки) :  Університет Анрі Пуанкаре Нансі I (Нансі, Франція)
- Football Women :  Catholic University Santa Maria La Antigua (Panama City, Panama)
- Футзал (чоловіки) :  Islamic Azad University, Karaj Branch (Karaj, Iran)
- Баскетбол (чоловіки) :  Ленінградський державний університет імені О. С. Пушкіна (Санкт-Петербург, Росія)
- Баскетбол (жінки) :  Будапештський університет технології та економіки (Будапешт, Угорщина)
- Волейбол (чоловіки) :  Islamic Azad University, Karaj Branch (Кередж, Іран)
- Волейбол (жінки) :  University of Bacău (Бакеу, Румунія)

### 2007Відень
- Футбол Чоловіки :  Ісламський Університет Азад (Тегеран, Іран)
- Футбол Жінки :  Гаазький Університет (Гаага, Нідерланди)
- Футзал Чоловіки :  Мирнинский Політехнічний Інститут (Мирний, Росія)
- Баскетбол Чоловіки :  Пушкіна Ленінградський Державний Університет (Санкт-Петербург, Росія)
- Волейбол Чоловіки :  Ісламський Університет Азад (Тегеран, Іран)
- Волейбол жінки :  Університет Бакеу (Бакеу, Румунія)

### 2006Дублін
- Футбол чоловіки :  МЕСІ (Москва, Росія)
- Футбол Жінки :  Гаазький Університет (Гаага, Нідерланди)
- Футзал чоловіки :  Менделєєва хіміко-технологічний університет (Москва, Росія)
- Баскетбол Чоловіки :  Пушкіна Ленінградський Державний Університет (Санкт-Петербург, Росія)
- Волейбол Чоловіки :  Ісламський Університет Азад (Тегеран, Іран)
- Волейбол жінки :  Університет Саннио (Беневенто, Італія)

### 2005Роттердам
- Футбол чоловіки :  Університет Карлсруе (Карлсруе, Німеччина)
- Футбол Жінки :  Технічний Університет Мюнхена (Мюнхен, Німеччина)
- Футзал Чоловіки :  Ухтинський Державний Технічний Університет (Ухта, Росія)
- Баскетбол Чоловіки :  Пушкіна Ленінградський Державний Університет (Санкт-Петербург, Росія)

### 2004Антверпен
- Футбол чоловіки :  Університет Ерланген-Нюрнберг (Ерланген/Нюрнберг, Німеччина)
- Футбол жінки :  Університет Ерланген-Нюрнберг (Ерланген/Нюрнберг, Німеччина)
- Футзал чоловіки :  Північно-Західна академія державної служби (Санкт-Петербург, Росія)

### 2003Рим
- Футбол чоловіки :  Університет Ерланген-Нюрнберг (Ерланген/Нюрнберг, Німеччина)
- Футбол жінки :  католицький Університет Левена (Льовен, Бельгія)
- Футзал чоловіки :  Університет Севільї (Севілья, Іспанія)

### 2002Барселона
- Футбол чоловіки :  Університет Ерланген-Нюрнберг (Ерланген/Нюрнберг, Німеччина)
- Футбол жінки :  Університет Барселони (Барселона, Іспанія)

### 2001Амстердам
- Футбол Чоловіки :  Гаазький Університет (Гаага, Нідерланди)
- Футбол жінки :  Університет країни Басків (Більбао/Сан Себастьян /Віторія-Гастейс, Іспанія)

### 2000Париж
- Футбол чоловіки :  Університет Ла Лагуна Тенерифе (Сан-Кристобаль-де-ла-Лагуна, Іспанія)
- Футбол жінки :  Університет країни Басків (Більбао/Сан Себастьян / Віторія-Гастейс, Іспанія)

### 1999Антверпен
- Футбол чоловіки :  Тронхейм національного університету (Тронхейм, Норвегія)

## Таблиця медалей
Включає медалі, завойовані починаючи з 2005 року. Оновлення до ігор 2008 року.
| Позиція | Університет                                              | Місцезнаходження              | Золото | Срібло | Бронза |
| 1       | Ленінградський державний університет імені О. С. Пушкіна | Санкт-Петербург, Росія        | 4      | 0      | 0      |
| 2       | Ісламський університет Азад                              | Тегеран, Іран                 | 3      | 1      | 1      |
| 3       | University of Bacău                                      | Бакеу, Румунія                | 3      | 0      | 0      |
| 4       | Islamic Azad University, Karaj Branch                    | Кередж, Іран                  | 3      | 0      | 0      |
| 5       | Католицький університет Святого Серця                    | Мілан, Рим, Італія            | 2      | 1      | 2      |
| 6       | Університет Гааги                                        | Гаага, Нідерланди             | 2      | 0      | 1      |
| 7       | Університет Карлсруе                                     | Карлсруе, Німеччина           | 1      | 2      | 1      |
| 8       | МЕСІ                                                     | Москва, Росія                 | 1      | 2      | 0      |
| 9       | Будапештський університет технології та економіки        | Будапешт, Угорщина            | 1      | 1      | 2      |
| 10      | Белградський університет                                 | Белград, Сербія               | 1      | 1      | 0      |
| 11      | Мюнхенський технічний університет                        | Мюнхен, Німеччина             | 1      | 0      | 1      |
| 12      | University of Sannio                                     | Беневенто, Італія             | 1      | 0      | 1      |
| 13      | Catholic University Santa Maria La Antigua               | Панама, Панама                | 1      | 0      | 1      |
| 14      | Mendeleyev University of Chemistry and Technology        | Москва, Росія                 | 1      | 0      | 1      |
| 15      | University Ovidius Constanta                             | Констанца, Румунія            | 1      | 1      | 1      |
| 16      | Ухтинський державний технологічний університет           | Ухта, Росія                   | 1      | 0      | 0      |
| 17      | Мирний політехнічний інститут                            | Мирний, Росія                 | 1      | 0      | 0      |
| 18      | Університет Анрі Пуанкаре Нансі I                        | Нансі, Франція                | 1      | 0      | 0      |
| 19      | North-West Academy of Public Administration              | Санкт-Петербург, Росія        | 0      | 5      | 3      |
| 20      | St Petersburg State University of Service and Economy    | Санкт-Петербург, Росія        | 0      | 2      | 1      |
| 21      | Faculty of Law, Osijek                                   | Osijek, Croatia               | 0      | 1      | 1      |
| 22      | University of Worcester                                  | Worcester, England            | 0      | 1      | 1      |
| 23      | South Russian State University                           | Шахти, Росія                  | 0      | 1      | 0      |
| 24      | Amsterdam College                                        | Амстердам, Нідерланди         | 0      | 1      | 0      |
| 25      | Moraine Valley Community College                         | Palos Hills, Illinois, USA    | 0      | 1      | 0      |
| 26      | University of Oslo                                       | Осло, Норвегія                | 0      | 1      | 0      |
| 27      | University of Antwerp                                    | Антверпен, Бельгія            | 0      | 1      | 0      |
| 28      | University College Dublin                                | Дублін, Ірландія              | 0      | 0      | 2      |
| 29      | Gubkin Russian State University of Oil and Gas           | Москва, Росія                 | 0      | 0      | 1      |
| 29      | ASE Bucharest                                            | Бухарест, Румунія             | 0      | 0      | 1      |
| 29      | Університет Гронінгена                                   | Гронінген, Netherlands        | 0      | 0      | 1      |
| 29      | Белградський університет                                 | Белград, Сербія               | 0      | 0      | 1      |
| 29      | TU Delft                                                 | Delft, Нідерланди             | 0      | 0      | 1      |
| 29      | Polytechnic of Karlovac                                  | Karlovac, Croatia             | 0      | 0      | 1      |
| 29      | Urals Railway State University                           | Єкатеринбург, Росія           | 0      | 0      | 1      |
| 29      | Санкт-Петербургський державний університет               | Санкт-Петербург, Росія        | 0      | 0      | 1      |
| 29      | Southwest University of Political Science & Law          | Chongqing, China              | 0      | 0      | 1      |
| 29      | Academy of Labour and Social Relations                   | Москва, Росія                 | 0      | 0      | 1      |
| 29      | State University of Tetovo                               | Tetovo, Republic of Macedonia | 0      | 0      | 1      |